# 桐岭镇
桐岭镇，是中华人民共和国广西壮族自治区来宾市武宣县下辖的一个乡镇级行政单位。

## 行政区划
桐岭镇下辖以下地区：
桐岭街村、和律村、和睦村、大祥村、石岗村、祥龙村、四安村、盘龙村、湾龙村、龙山村、马来村、马料村、新龙村、仁汉村、大同村和良田村。